# Viza za budućnost
Viza za budućnost je bosanskohercegovačka TV serija producentske kuće Mebijus film. Prikazivanje je započelo 22. septembra 2002. godine na Federalnoj televiziji. Ova serija je tokom prikazivanja zabilježila veliku gledanost na FTV-u. Posljednja epizoda je prikazana 17. aprila 2008. godine.
U Srbiji je prikazivana od 2003. do 2007. na RTS 1 i na RTV Pink. Epizode četvrte, pete i šeste sezone su svoju premijeru imale u Srbiji, a onda u Bosni i Hercegovini.

## Radnja

### Sezona 1 (2002—2003)
Porodica Bošnjaka Husika živi u stanu srpske porodice Golijanin jer im je stan uništen u ratu.
Godina je 2002. Sve počinje kada radoznala Sena (Minka Muftić) predviđa Muberi (Nada Đurevska) kako će se dogoditi neka nesreća. Vidi auto, i dvije šapke u njemu. I zaista, Milan (Ljubiša Samardžić) i Danica (Jasna Diklić) Golijanin se zbog nostalgije iz Norveške vraćaju u Sarajevo i namjeravaju da živi u svom stanu. Nakon što su došli u Sarajevo, sretnu dugogodišnjeg prijatelja Miru (Izudin Bajrović), Seninog muža, koji im obeća da će im pomoći ako bude šta zatrebalo. Nakon što pozvone na vrata vlastitog stana, otvori im najmlađa članica porodice Husika — Merima (Lejla Zvizdić). Milan je zamoli da pozove mamu. I ona je pozvala mamu, Almu (Meliha Fakić), koja ih je prepoznala i koja im bijesno zalupi vrata pred nosom. Porodica Husika preplašeno stoji pred vratima čekajući da oni odu. Otišli su, ali se zvono ponovo oglasi. Alma odlučuje da izvadi osigurač. To i učini; međutim, počne se čuti lupanje, pa se spotakne i padne. Nakon toga, čuo se telefon. Bio je to Suad (Admir Glamočak), koji se vratio sa pijace. Nakon što mu otvore vrata, sve mu objasne. U međuvremenu, Milan i Danica odlaze kod Mire i Sene te će biti tamo dok ne vrate stan.
Sutra, dvije porodice se sastaju u opštini. Obje porodice treba da imaju razgovor sa podmitljivom opštinarkom Rankom (Mediha Musliović), koju Golijani podmite sa velikom sumom novca. Alma prijeti Ranki da će baciti bombu ako dođe do deložacije. Zbog te prijetnje, policajci Petar (Nakib Abdagić) i Saša (Ermin Sijamija) dolaze da pretresu stan. Saša pronalazi ljubav svoga života, Belmu (Amra Kapidžić), Alminu i Suadovu najstariju kćerku. Misleći da Saša nije musliman Mubera će braniti tu vezu, sve dok ne sazna da je Sašino njegovo pravo ime Sabahudin i da jeste musliman. Alma i Mubera odlučuju da i one podmite Ranku, davajući mnogo manji novčani iznos nego Milan i Danica. Ranka odlučuje da zove policiju, a Mubera bježi glavom bez obzira.
Sutradan, Milana pronađu mafijaši Soko (Rade Čolović) i Žuti (Narcis Babić), jer su zainteresovani za stan. Nakon toga, Milan sreće svog prijeratnog prijatelja Rileta (Mirvad Kurić), Muberinog sina. Rile je rekao Milanu kako mu treba usluga, a to je da upiše Belmu na fakultet. Milanu to nije bilo teško, s obzirom da je dekan fakulteta (Muhamed Bahonjić) njegov rođak. Suad i Alma su otišli da obilaze kolektivne centre; međutim, kad su se vratili Alma nije htjela ni da zna za kolektivni centar. Već istog dana odlazi u OHR i dobavlja rješenje o tome kako ne mogu biti izbačeni iz stana dok im se ne napravi ili ne dodijeli novi, te već sutra odlazi u opštinu sa tim dokumentom. Međutim, Ranka dokument smatra nevažećim i sastavlja novi dokument — rješenje o deložaciji. Po ovome, Husike će biti deložirane za nedjelju dana. Alma taj dokument dere i baca u smeće. Nakon toga, Alma i Mubera nesretne odlaze iz Rankinog ureda. Na putu ka izlazu iz opštine, sretnu Milana i Danicu koji su nosili pune kese. Tvrdili su da je to za dekana, koji je Milanov rođak, iako je bilo za Ranku. Istog dana obje porodice dobijaju rješenje o deložaciji. To isto rješenje Alma gužva i baca u vazu. Suad i Alma su se zbog toga posvađali, no dolazi Rile, te se oni dogovore da Suad preuzima odgovornost oko svega.
Milan i Danica organizuju slavlje povodom povratka u stan, i zovu cijeli komšiluk. Zlata (Faketa Salihbegović-Avdagić), Muberina prijateljica, odlazi na to slavlje ne znajući povodom čega je. Nakon što sazna, rasturi slavlje, te se mnogi pobiju i izvrijeđaju, dok se ne stvore Soko i Žuti. Svi tada odlaze, osim Mire i Milana koji s njima ostaju da igraju šaha. I Miro gubi živce, te odlazi. Oni odlučuju da pobijede Milana, tako da se partija šaha odužila sve do zore, tačnije dok Rile ne dođe i dok ne prebije mafijaše.
Već je došla Ranka, te Rile odlučuje pomoći svojoj porodici. Predstavlja se kao zaštitar, te vodi Ranku sve do Husika. Međutim, na pola puta do tamo, Ranka padne i zguli koljeno. Kada su došli kod Husika, Alma joj je zaliječila ranu. U to dođe i Milan, koji se nakon deset godina pojavljuje u svom stanu. Ranka porodicama predlaže da žive skupa. Oni potpišu da žele živjeti zajedno. Kada Milan, Ranka i Rile odu, pobunjene djevojčice siđu. Alma uspije otjerati Nejru (Maja Ibrahimpašić) i Merimu u sobu, ali ne i Belmu. Ona je ostala. Tek se tada Milan sjeti da nije ubijedio dekana, te brže bolje odlazi do njega. Oni se dogovore, međutim za upis treba dati 2000 maraka. Nakon kratkog vremena, Ranka donosi rješenje u kojem piše da porodice mogu živjeti zajedno. I sve bi bilo dobro da Belma na kraju nije sve upropastila rekavši „Dajdža Rile!” pred Rankom. Tada je Ranka zamrzila Rileta. Međutim, to je bio presudan trenutak u kojem je počeo život dviju porodica.

### Sezona 2 (2003—2004)
U drugoj sezoni počinje zajednički život Husika i Golijana. Uspješno su se dogovorili oko podjele stana, ali se ne mogu dogovoriti kome će pripasti spavaća soba. Milan i Danica smatraju kako njima treba da pripadne spavaća soba, dok Alma i Suad misle kako soba treba da pripadne njima. Odlučeno je da će soba biti predmet arbitraže. Nakon podjele, Alma je otišla u Merkator, a Suad u piljaru. Tamo Suad sreće svog dugogodišnjeg prijatelja, Hrvoja Uskoka (Žan Marolt), kom je jednom prilikom spasio život. Pošto je Nerina (Drago Buka) piljara obijena, treba mu noćni čuvar. Hrvoje predloži Suada, a Suad se konačno zapošljava. Zatim, Alma za kasom u Merkatoru sreće Sofiju Ceger (Amina Begović) iz OHR-a, istu onu ženu koja joj je dala rješenje prema kojem Husike ne mogu biti izbačene iz stana. Zanimljivo, ta ista Sofija će postati arbitar. Dovela je kući, i upoznala je sa ukućanima, te sa Senom i Mirom koji su bili u gostima. Nakon izvršene arbitraže, odlučeno je da spavaća soba pripadne Husikama, s tim da Golijani imaju ’koridor’ do balkona. Kada je Suad došao kući, rekao je ženi radosnu vijest, ali ona nije bila sretna. Nije joj se svidjelo to što će Suad, koji ima dva fakulteta, raditi kao slabo plaćeni noćni čuvar u Nerinoj piljari. Povodom proslave zajedničkog života, svi odluče da pozovu cijeli komšiluk na večeru. Alma i Danica će napraviti tu večeru. Obje iskoriste priliku, pa Alma zabiberi Daničino jelo, a Danica posoli Almino. Tako se nikome od prisutnih gostiju nije svidjelo jelo i šerpe su ostale pune.
U međuvremenu, mafijaši Soko i Žuti pokušavaju da uhvate Hrvoja, za koga misle da je opljačkao piljaru. Hrvoje se sakrije kod Suada, koji je već počeo da radi. Pošto Hrvoje više ne može da stanuje u svom stanu, jer će ga mafijaši uhvatiti, Suad mu ponudi smještaj u svom stanu. Hrvoje će mu otplatiti 2000 KM, kako bi upisao Belmu na fakultet. Belma već dugo štrajkuje glađu zbog tog fakulteta. Hrvoje i Suad su onda počeli da piju i jedu. U tome svemu bahne piroman Nero, vlasnik piljare, i htjedne Suadu dati otkaz. Međutim, nakon što mu je Suad ispričao priču o grčkoj vatri, on ga je ostavio na poslu. Međutim, sutra ujutro kada je došla Dijana (Sanja Burić), Nerina žena, odmah je Suadu dala otkaz bez ikakvog razmišljanja. Suadu stvarno treba 2000 KM kako bi Belmu upisao na fakultet, te se on odlučuje na očajnički potez. Zajedno sa Milanom odlazi u šverc visokotarifne robe u Republiku Srpsku. Međutim, po povratku u Federaciju, hapsi ga privlačna inspektorica Jasmina (Vedrana Seksan). Suad se nije dugo zadržao u zatvoru, kasnije ga je inspektorica pustila kući. Husike su poslale Rileta da izbavi Suada iz zatvora. U policijskoj stanici, Rile se zaljubljuje u inspektoricu. Belma se želi ubiti, pa zato Alma, Mubera i neki prijatelji dolaze do Husika i donose pare. Međutim, Rile ih sve otjera, rekavši kako je ubijedio dekana da primi Belmu bez mita; zapravo, on ga je prebio. Kasnije dođe Nadir (Emir Hadžihafizbegović), Muberin djever i Almin amidža. Donio je svašta što je Husikama nedostajalo u frižideru. Taj isti Nadir traži smještaj. Sena ga primi kod sebe. On želi otvoriti privatnu televiziju, za što treba otići u Crnu Goru. Zakasnio je na avion, ali mu je Danica dala ključeve od Milanovog auta. Suad će ga odvesti na aerodrom. Na Dobrinji, Suad stane da Nadir kupi cigare, ali ovaj nemadne sitniša. Zato Suad izađe da mu da novac, ali Nadirov špijun dođe i ukrade auto. Nakon što Milanu Suad saopšti ovu vijest, Milan padne u nesvijest, te su doktori morali da dođu da ga oživljavaju. U svemu tome i dođe Hrvoje, koji će od tog dana biti podstanar. Interesantno, Ranka je na odlasku iz stana rekla „Neka vam dođe i Hrvat za podstanara, pa da vam ugođaj bude potpun.”. To se i ostvarilo.

### Sezona 3 (2004—2005)
Hrvoje se doseljava kao Suadov podstanar. Niko od stanara nije oduševljen novim ukućanom. Međutim, pošto se Mubera kao najstarija za sve pita, ona je pristala da Hrvoje stanuje kod njih. Sve dok nije otvorila poklon koji joj je Hrvoje donio. Milan i Danica se nikako ne slažu da Hrvoje bude podstanar, te izbacuju njegove kofere napolje. Zbog toga nastane čak i tuča u kojoj je Hrvoju nanesena velika šteta. Zbog toga je Hrvoje izvadio ozljedni list, te je u taj cijeli slučaj umiješao čak i policiju. Nakon što je uvrijedio policajca Petra, uhapšen je, ali je potom pušten. Hrvojev slučaj je postao toliko komplikovan da se u sve to morala umiješati i Sena, koja je rekla Miri da ide kod Milana i Danice da ih ubijedi da Hrvoje stanuje u njihovom stanu. I sve bi bilo dobro da Mubera još uvijek brani to da Hrvoje stanuje kod njih. Uvrijeđena je poklonom, a u stvari taj poklon je trebalo da dobije Sanja (Sanda Krgo), Hrvojeva vjerenica.
U međuvremenu, dok su Rile, Merima i Belma šetali, automobil je bio parkiran na trotoaru. Merima se zaglavila između zgrade i trotoara. U tom svemu ođe i vlasnik automobila, Krezo (Šerif Aljić). Kasnije, Merima je rekla Riletu kako je vidjela da je registracija kod automobila bila ista kao kod Milanovog ukradenog auta. Rile zato pošalje Belmu i Merimu kući, pa uzme taksi da slijedi auto. Saznao je kako je tablice dobio od Marija (Saša Oručević) iz Stoca. Kada je došao kod Milana, saopštio mu je to, a Hrvoje odmah reče da on poznaje tog Marija. Zato ga Milan odmah smjesti u stan, u sobu. Međutim, Mubera je još uvijek protiv. Zato je došla Sanja kojoj je bio namijenjen poklon, pa rekla Muberi kako je došlo do greške i kako je poklon koji je dobila trebalo da dobije ona. Tada Mubera konačno popusti i dozvoli da Hrvoje stanuje. Mario je sutra došao i dao Milanu informaciju gdje se auto nalazi. Milan je istog dana otišao po auto.
Suad se razbolio, te je zaboravio da probudi Almu da ide na posao. Ona mu je rekla da dođe u bolnicu da izvadi nalaze. On je, kada je došao u bolnicu, primijetio kako Alma skida jaknu svom šefu, doktoru Kariću (Almir Kurt). Sve je pogrešno shvatio i mislio je da ga Alma vara. Došla je Rahima (Šefika Korkut-Šunje), Suadova mama, koja je nagluha. Mislila je da je Suad izboden nožem; međutim, to je u stvari bio Rile, kog su izboli narkomani. Pošto bolnica nije imala njegovu krvnu grupu, Sena, koja je bila kod travara (Haris Burina) u Trpkovićima, došla je Mirinim automobilom, ostavljajući Miru, Zelu (Enis Bešlagić) i Hediju (Dženita Imamović) koji nisu imali nikakvog drugog prevoza na selu. Rile nije htio ni da čuje da primi Seninu krv. Međutim, nervozne Alma i Mubera ga ubjeđuju. Nakon što je dobio Seninu krv, počeo se ponašati kao Sena, tj. želio je da sve zna. U bolnicu je došla uplakana Belma koja je rekla da je Merima nestala, ali zapravo ona je otišla sa Suadom i Rahimom na selo. Danica je to prijavila policiji, pa je došla inspektorica Jasmina, ali u tom svemu stvori se Merima iz svoje sobe, pa inspektorica ode bijesna.
Na kraju, frizer Sejo (Nermin Omić) kod svoje supruge Zlate pronalazi 2000 KM, koje je ova namijenila Belminom upisu na fakultet. Pošto mu je životna želja bila da ode iz Bosne, on je iskoristio te pare da plati vizu. Krezo i Prohaska (Zoran Bečić) tada su mu sredili vizu. Ali sve mora poći po zlu, pa i ovo. Otkrilo se kako je viza falsifikat, te su Sejo i Prohaska uhapšeni. Hapšenjem Seje i Prohaske završava treća sezona.

### Sezona 4 (2005—2006)
Nova porodica se doseljava u Sarajevo. To je porodica Jović iz Beograda. Ovi porodicu čine žena Sofija (Tatjana Bošković), muž Aleksandar (Borislav Stjepanović) i njihova kćerka Saška (Snežana Marković). Od pojavljivanja Saške, Belmina i Sašina ljubav će visiti na koncu. Saša, koji je na tajnom zadatku, pomogao je Saški da unese usisivač. Belma je to saznala i strašno se naljutila. Nije htjela ni pogledati Sašu. Ova porodica je Suadu veoma čudna, te ih odlučuje promatrati.
Za to vrijeme, Rile se još uvijek ponašao kao Sena, dok Sena nije bila onoliko znatiželjna kao prije. Alma, Mubera i Miro zovu hodžu (Alen Muratović) koji se bavi salivanjem strave. Hodža greškom pokuca Jovićima na vrata, a Sofija ga napadne i otjera. Nakon par sati, Sena je saopštila Miri radosnu vijest — konačno je zatrudnjela!
U poslijepodnevnim satima, u zgradu dolazi SFOR kako bi uhapsio ratnog zločinca. Jedni odmah posumnjaju na Aleksandra, dok su drugi posumnjali na hodžu. Alma, Suad i Aleksandar su bili uhapšeni, a kasnije i Hrvoje. Rile, vidjevši kako SFOR-ov vojnik cilja pušku na Muberu, odmah je ozdravio i svezao ga. Uglavnom, svi su pretrpjeli ogroman strah. Sutradan je došla Sofija Ceger iz OHR-a da im isplati odštetu.
Još od pojavljivanja Saške, Belmina i Sašina ljubav sve je slabija, a situacija se još dodatno zakuha kada iz Norveške dođe Milanov i Daničin sin Nenad (Mario Drmać). Mubera nije nimalo sretna kada to čuje. Nenad i Belma izlaze u šetnju, sjedaju u kafić, no u tom istom kafiću se nalaze Saška i Saša. Svi se pobiju, te je policija morala da interveniše. Uhapšeni su svi osim Saše, pa su Alma, Aleksandar i Danica morali da dođu da potvrde identitet svoje djece. Poslije su Alma i Mubera smišljale razne načine kako da odvoje Belmu od Nenada.
Milan konačno formira svoju stranku koja se zove GSS (Građansko-seljačka stranka). Njihova članica postaje i Kiki (Lana Barić), koja se samo smije na čudan način. Milan se zaljubljuje u nju. Član stranke postaje i seljak Zela, te odmah umisli sebi da je političar. On počne učiti svoju ženu Hediju kako da se ponaša. Rile se ponovo zaljubljuje, međutim ni ta ljubav neće trajati dugo.
Suad se ponovo zapošljava, sada kao nastavnik u osnovnoj školi. Igrom slučaja, Rile se zapošljava u toj istoj školi kao noćni čuvar. Jedno dijete koje nema oca, Marko (Haris Begović), misli da je Suad njegov otac. Čak i piše sastav u kojem opisuje Suada. Htio ga je to pitati, ali nije imao hrabrosti. Poslije završetka radnog vremena, Suad je ostao da priprema plan za sutra. Popio je sok koji mu je dao direktor škole, dekan. Od toga je Suada zabolio stomak, pa je otišao napolje da traži ve-ce. Rile je zaključao sve prostorije, osim biblioteke. Suad je ušao u biblioteku, a Rile je tada zaključa. Suad tako cijelu noć provede u toj biblioteci. Tamo je i zaspao, što je dovelo do njegovog ponovnog otkaza. Otišao je kući, ali Marko ga je pratio sve do tamo. Pozvonio je na vrata stana i rekao kako traži svog oca Suada. Suad je tada spavao, i morali su čekati da se pojavi. Tada dođe i Alma, koja je bila sa Sašom, nagovarajući ga da zaruči Belmu. Dovela je malog Marka Suadu. U tom svemu dođe i Kiki, koju je Rile pozvao na ručak, ali ona mu kaže da se pomirila sa svojim bivšim i kako odlazi u Njemačku. Marko će sada upoznati svog pravog oca.
Na kraju sezone, Husikama dolazi telegram iz Goražda. Bio je od Rahime, Suadove mame. U njemu je pisalo kako Rahima želi prodati veliku količinu zemlje. Alma i Mubera su pomislile kako je razlog toga njena želja da se doseli u Sarajevo, pa zato šalju Suada i Merimu da joj tu zamisao izbiju iz glave.

### Sezona 5 (2006—2007)
Porodica Jović dobija još jednog člana; naime, Aleksandrova punica od. Sofijina mama Olivera (Ksenija Jovanović) dolazi u Sarajevo. Ona svima dosađuje pričanjem doživljaja. Još od njenog dolaska Aleksandar će pokušavati da je otjera nazad u Beograd, a kasnije će mu se pridružiti čak i Sofija.
Suad i Merima saznaju kako Rahima ne želi da se doseli u Sarajevo, već je lokalni tajkun Habe (Bajruzin Hajro Planjac) primorava da mu proda svoju zemlju za male pare. Habe inače dovozi polovan namještaj iz inostranstva, te tjera putnike autobusa koji idu za Goražde da nose taj namještaj. Suad i Rahima zovu Almu, koja kontaktira Rileta kako bi riješio ovaj problem. Rile odmah dolazi i rješava problem u čas posla. Suad i Merima odlaze sa sela punih džepova.
Kako bi Belmu odvojila od Nenada, Mubera tjera Almu da prisili Sašu da zaprosi Belmu. Saša zove Belmu na večeru, gdje je i zaprosi. Nenad želi da Belma ide sa njim na robinzonijadu; međutim, Belma odbija. On to kaže svojoj mami Danici, a ona mu obeća da će riješiti to. Sutradan, Danica kaže Belmi na koji način je ona zaprošena, pa ona ode do Saše i prekine zaruke. Tim činom ona konačno prekine ljubav između nje i Saše. Od tada će nastojati da se što više približi Nenadu, te pristane da s njim ide na robinzonijadu. Na robinzonijadu će, međutim, ići Saša i Saška. Mubera se nikako ne slaže da Belma i Nenad budu zajedno, te angažuje Seninu rodicu Lejlu (Nela Đenisijević) da rasturi ljubavnu idilu. Nažalost, umjesto Belmine i Nenadove idile ona greškom zamalo rasturi Almin i Suadov brak.
Održavaju se izbori, te a GSS je kandidat za mjesto u kantonalnoj vladi. GSS dobija dovoljan broj glasova za ministarsko mjesto. Prvobitno je Milan trebalo da dobije to mjesto, ali pošto ga je on odbio isto je pripalo Zeli. Danica i Hedija nisu baš sretne kada to čuju, a pogotovo Danica koja je htjela ubiti Milana. Olivera istog dana odluči podučavati Hediju i Zelu kako da se ponašaju i šta treba da urade. Hediju je učila kako da priča i da hoda, a Zelu je učila šta mu treba za ministra. Prvo je od Suada uzeo sve pare sa sela, obećavajući mu da će mu pripasti mjesto sekretara u vladi. Zatim je od Milana i Danice uzeo pare, obećavajući im da će Daničinom rođaku dodijeliti to mjesto. Pare je uzeo i od frizera Seje, obećavajući da će mu srediti vizu za Zapad. I od piljara Nere uzima pare, obećavajući mu da će mu izgraditi supermarket. Od Aleksandra takođe uzima pare. Međutim, mjesto na kraju daje svojoj ženi Hediji, a pare potroši na namještaj, na garderobu i na novi automobil. Nakon što svi ovi saznaju šta je Zela uradio, planiraju osvetu, ali svi dobijaju gadne batine od njegove punice. Ona mu da još malo novca na nagovor Hedije, te predlaže mu da unajmi njenog rođaka Kuglu kao tjelohranitelja.
Aleksandar želi voditi ljubav sa Sofijom, pa u apoteci kupuje tablete koje su afrodizijak. Te tablete će dovesti do mnogih smiješnih situacija. Prvo će ih popiti Olivera, a zatim Aleksandar.
Belma, Saša, Saška i Nešo odlaze na robinzonijadu. Tamo postaju zarobljenici opasnog profesora (Vladimir Divjak), nekadašnjeg policajca koji na silu želi završiti projekat robinzonijade. Njihovi roditelji primaju poziv za otvaranje luksuznog hotela i kreću u potragu za svojom djecom. Poziv takođe dobijaju Miro i Sena, te Zela i Hedija.
Rile najzad pronalazi ljubav svog života, Lejlu. To je ista ona Lejla koja je pokušala posvađati Belmu i Nenada. Zaljubljen je do ušiju i razmišlja o ženidbi. Mubera i Alma ne samo što nisu oduševljene potencijalnom snahom, nego uz pomoć Sene sakupljaju informacije kako bi rasturile ovu vezu.
Zela posjećuje svoje rodno selo, gdje ga svi stanovnici srdačno dočekuju. On daje još jedno obećanje: obećava seljacima da će otvoriti hidrocentralu kako bi selo imalo vodovod. Da bi se osvetili Zeli, Milan, Sejo i Nero se udružuju, te zajedničkim snagama odluče da pokušaju da ga izbace iz partije. U salon gdje su sastavljali plan dolaze Zela i Kugla, otkrivaju ih i sve pokvare.
Aleksandar i Sofija se očajnički pokušavaju otarasiti Olivere. To rade na razne načine: serviranje otrovnih gljiva, te čitanje lažnih članaka o provaljivanjima stanova po Beogradu. Nijedan od načina ne upali, pa odlučuju da je ubijede da je smrtno bolesna, te zovu hitnu koja bi trebalo da je pošalje na liječenje u Beograd. Međutim, hitna otkrije da je sa Oliverom sve u redu.

### Sezona 6 (2007—2008)
Aleksandar i Sofija dovode jednog Aleksandrovog ispitanika u kuću (Aleksandar inače radio kao psihijatar). Ovaj ispitanik bi čudnim ponašanjem (npr. jedenjem sijalica) trebalo da zastraši Oliveru. Međutim, Olivera zastraši njega, te ispitanik bježi glavom bez obzira. Aleksandar i Sofija odustaju; do kraja serije neće se riješiti Olivere.
Rile odlučuje da se riješi svog starog sata, koji je unikatan. Svojoj djevojci Lejli kaže da ga proda nekome. Ona ga proda Zeli. Naveče on i Rile odu na večeru, gdje mu Zela pokaže svoj novi sat. Rile ga prepozna, naljuti se i ode. Zove Lejlu, te je ostavlja. Lejla je očajna, te zove Senu da mu sredi da ona i Rile ponovo budu zajedno. Ona joj kaže da mu slaže da je trudna. Plan uspijeva; Rile i Lejla su ponovo zajedno. Sutradan idu na odmor u hotel sa pet zvjezdica, koji je Lejla dobila na nagradnoj igri.
U zgradu dolaze Zelini i Hedijini rođaci, sa mnogo glupih zahtjeva. Hedija prepozna svoju prvu ljubav, ali policija dođe i uhapsi ga. Poslije, kada Zela vidi njegova ljubavna pisma prema Hediji, naredi da se isti doživotno drži u zatvoru.
Belma, Saša, Nenad i Saška žele da pobjegnu sa robinzonijade, ali su potpisali ugovor. Međutim, kada otkriju da je njihov profesor homoseksualac, nemaju drugog izbora. Sutradan profesor i njegov pomoćnik Veso (Alija Aginčić) koji trza glavom otkriju da djece nema. Ljutiti profesor šalje poruku roditeljima kako su djeca pobjegla. Roditelji odu u šumu da nađu djecu, ali ih Veso odvede u hotel, čiji je vlasnik sam profesor. Oni će odsjesti u hotelu besplatno dok djeca ne završe snimanje rijaliti šoua zvanog Robinzonijada. Profesor će se kasnije udvarati Milanu i Suadu. Djeca će sutra biti vraćena pošto su završili snimanje.
Situacija oko djece se toliko zakuhala da se u cijeli slučaj umiješala i policija. Dolaze inspektorica i njen kolega. Oni su iz Sarajeva, ali se prave da su Slovenci. Milan i Suad se zaljubljuju u inspektoricu, te dogovaraju sastanak sa njom. Inspektorica to javi Almi i Danici, koje prirede nimalo ugodno iznenađenje za svoje muževe.
U hotel dolaze i Zela, te Rile i Lejla. Profesor se zaljubljuje u Zelu. Rile pronađe Zelu u bazenu, počne ga daviti govoreći mu kako je njihovo prijateljstvo gotovo. Profesor ga pokuša odbraniti, no Rile ga baci u bazen. Zela da profesoru vještačko disanje, a kada shvati da je profesor homoseksualac i sam ga gurne u bazen. Rile saznaje da su djeca nestala, te sreće Almu i Suada koji nisu baš sretni kada ga vide. Suad ode od Rileta, te vidi Zelu kojem prijeti smrću ako mu ne vrati pare.
Hedija želi da bude gospođa, te se upiše u auto-školu. Instruktor se zaljubljuje u nju. To vidi Kugla, te prebije instruktora. Sigurno bi ga ubio da Zela nije nazvao i rekao mu da dođe u hotel, da ga spasi od Suada.
Miro i Sena takođe odlaze u hotel. Povedu i Muberu sa sobom. Mubera želi da odvoji Rileta od Lejle. Na pola puta do hotela Sena dobija trudove, te moradnu skrenuti u bolnicu. Na putu do bolnice Miro udari dvojicu ljudi. Pošto nije bilo mjesta za njih, morao je da ukrade kombi u jednom selu. Udari i jednu ženu, tako da je imao kombi pun invalida. Takođe je prebrzo vozio, pa ga juri policija. On u gradu obavi razmjenu kombija sa jednim čovjekom. Sada taj čovjek ima Mirin ukradeni kombi, a Miro ima stari kombi. Ekipa stiže do bolnice. Senu će poroditi libijski veterinar-ginekolog. Miro mu prijeti da će ga ubiti ako se Seni nešto desi. U bolnicu dolazi i žena koja dobija dvojke. Te dvojke su od jednog mafijaša, a zbog njih Miro dobija teške batine te odlučuje da se osveti krivcu — libijskom ginekologu koji mu je rekao da je on dobio dvojke. U tom svemu dolazi i Sena sa sinom u naručju. Miri se ostvario san snova — dobio je sina!
Serija nikada nije završila, s obzirom na to da nakon 206. epizode postoji najava za sljedeću epizodu, epizodu koja nikad nije prikazana.

## Uloge

### Glavne
| Glumac                 | Uloga                               | Sezone          | Sezone          | Sezone          | Sezone          | Sezone          | Sezone          |
| Glumac                 | Uloga                               | 1               | 2               | 3               | 4               | 5               | 6               |
| ---------------------- | ----------------------------------- | --------------- | --------------- | --------------- | --------------- | --------------- | --------------- |
| Nada Đurevska          | Mubera Polovina-Gaćo                | Glavna          | Glavna          | Glavna          | Glavna          | Glavna          | Glavna          |
| Ljubiša Samardžić      | Milan Golijanin                     | Glavna          | Glavna          | Glavna          | Glavna          | Glavna          | Glavna          |
| Jasna Diklić           | Danica Golijanin                    | Glavna          | Glavna          | Glavna          | Glavna          | Glavna          | Glavna          |
| Admir Glamočak         | Suad Husika                         | Glavna          | Glavna          | Glavna          | Glavna          | Glavna          | Glavna          |
| Meliha Fakić           | Alma Husika                         | Glavna          | Glavna          | Glavna          | Glavna          | Glavna          | Glavna          |
| Mirvad Kurić           | Rifat „Rile” Polovina               | Glavna          | Glavna          | Glavna          | Glavna          | Glavna          | Glavna          |
| Zoran Bečić            | Oskar Prohaska                      | Glavna          | Glavna          | Glavna          | Povratna        | Povratna        | Не појављује се |
| Amra Kapidžić          | Belma Husika                        | Glavna          | Glavna          | Glavna          | Glavna          | Glavna          | Glavna          |
| Izudin Bajrović        | Miro Zvrk                           | Glavna          | Glavna          | Glavna          | Glavna          | Glavna          | Glavna          |
| Emina Muftić           | Sena Zvrk                           | Glavna          | Glavna          | Glavna          | Glavna          | Glavna          | Glavna          |
| Riad Ljutović          | Tonči                               | Glavna          | Не појављује се | Не појављује се | Не појављује се | Не појављује се | Povratna‡       |
| Žan Marolt             | Hrvoje Uskok                        | Glavna          | Glavna          | Glavna          | Povratna        | Не појављује се | Не појављује се |
| Sanda Krgo             | Sanja                               | Glavna          | Povratna        | Povratna        | Povratna        | Не појављује се | Не појављује се |
| Lejla Zvizdić          | Merima Husika                       | Glavna          | Glavna          | Glavna          | Glavna          | Glavna          | Glavna          |
| Maja Ibrahimpašić      | Nejra Husika                        | Glavna          | Glavna          | Glavna          | Glavna          | Glavna          | Glavna          |
| Boris Dvornik          | Vinko Uskok                         | Povratna        | Glavna          | Glavna          | Не појављује се | Не појављује се | Не појављује се |
| Enis Bešlagić          | Zejnil „Zela” Mutapčić-Hadžiabdagić | Povratna        | Glavna          | Glavna          | Glavna          | Glavna          | Glavna          |
| Ermin Sijamija         | Sabahudin „Saša” Kreljo             | Povratna        | Povratna        | Povratna        | Glavna          | Glavna          | Glavna          |
| Emir Hadžihafizbegović | Nadir Hadžić                        | Не појављује се | Glavna          | Не појављује се | Не појављује се | Не појављује се | Не појављује се |
| Tatjana Bošković       | Sofija Jović                        | Не појављује се | Не појављује се | Не појављује се | Glavna          | Glavna          | Glavna          |
| Borislav Stjepanović   | Aleksandar „Aco” Jović              | Не појављује се | Не појављује се | Не појављује се | Glavna          | Glavna          | Glavna          |
| Mario Drmać            | Nenad „Nešo” Golijanin              | Не појављује се | Не појављује се | Не појављује се | Glavna          | Glavna          | Glavna          |

‡ Riad Ljutović je u seriji igrao dvije uloge: u prvoj sezoni igrao je Tončija, a u posljednjoj epizodi serije je glumio veterinara.

### Epizodne
| Glumac                      | Uloga                        | Sezone          | Sezone          | Sezone          | Sezone          | Sezone          | Sezone          |
| Glumac                      | Uloga                        | 1               | 2               | 3               | 4               | 5               | 6               |
| --------------------------- | ---------------------------- | --------------- | --------------- | --------------- | --------------- | --------------- | --------------- |
| Nermin Omić                 | Sejo                         |                 |                 |                 |                 |                 | Не појављује се |
| Faketa Salihbegović-Avdagić | Zlata                        |                 |                 |                 |                 |                 | Не појављује се |
| Drago Buka                  | Nero                         |                 |                 |                 |                 |                 | Не појављује се |
| Sanja Burić                 | Dijana                       |                 |                 |                 | Не појављује се | Не појављује се | Не појављује се |
| Snežana Marković            | Saška Jović                  | Не појављује се | Не појављује се | Не појављује се |                 |                 |                 |
| Dženita Imamović            | Hedija Mutapčić-Hadžiabdagić | Не појављује се | Не појављује се |                 |                 |                 |                 |
| Rade Čolović                | Soko Sivi                    |                 |                 |                 |                 | Не појављује се | Не појављује се |
| Narcis Babić                | Žuti                         |                 |                 |                 |                 | Не појављује се | Не појављује се |
| Mediha Musliović            | Ranka                        |                 |                 |                 | Не појављује се | Не појављује се | Не појављује се |
| Robert Krajinović           | francuski oficir SFOR-a      | Не појављује се | Не појављује се | Не појављује се |                 | Не појављује се | Не појављује се |
| Ksenija Jovanović           | Olivera                      | Не појављује се | Не појављује се | Не појављује се | Не појављује се |                 | Не појављује се |
| Nela Đenisijević            | Lejla                        | Не појављује се |                 |                 |                 |                 |                 |
| Miraj Grbić                 | advokat Spasić               | Не појављује се |                 | Не појављује се | Не појављује се | Не појављује се | Не појављује се |
| Željko Stjepanović          | inspektor Žiga               | Не појављује се |                 |                 | Не појављује се | Не појављује се | Не појављује се |
| Šerif Aljić                 | Krezo                        | Не појављује се |                 |                 | Не појављује се | Не појављује се | Не појављује се |
| Muhamed Bahonjić            | dekan                        | Не појављује се |                 |                 |                 | Не појављује се | Не појављује се |
| Amina Begović               | Sofija Ceger                 | Не појављује се |                 |                 |                 | Не појављује се | Не појављује се |
| Nakib Abdagić               | policajac Petar              |                 | Не појављује се |                 | Не појављује се | Не појављује се |                 |
| Vladimir Divjak             | policajac/profesor, Ragib‡   | Не појављује се | Не појављује се | Не појављује се |                 |                 |                 |
| Alija Aginčić               | Veso Logistika               | Не појављује се | Не појављује се | Не појављује се | Не појављује се | Не појављује се |                 |
| Šefika Korkut-Šunje         | Rahima                       | Не појављује се | Не појављује се | Не појављује се |                 | Не појављује се | Не појављује се |
| Vedrana Seksan              | inspektorica Jasmina         | Не појављује се |                 |                 | Не појављује се | Не појављује се | Не појављује се |
| Anita Memović               | inspektorica                 | Не појављује се | Не појављује се | Не појављује се | Не појављује се | Не појављује се |                 |
| Mugdim Avdagić              | policajac                    | Не појављује се | Не појављује се | Не појављује се | Не појављује се |                 |                 |
| Lana Barić                  | Kiki                         | Не појављује се | Не појављује се | Не појављује се | Не појављује се |                 | Не појављује се |
| Haris Burina                | travar                       | Не појављује се | Не појављује се | Не појављује се |                 | Не појављује се | Не појављује се |
| Almir Kurt                  | doktor Karić                 | Не појављује се | Не појављује се |                 |                 | Не појављује се | Не појављује се |
| Saša Oručević               | Mario                        | Не појављује се | Не појављује се |                 | Не појављује се | Не појављује се | Не појављује се |
| Haris Begović               | Marko                        | Не појављује се | Не појављује се | Не појављује се |                 | Не појављује се | Не појављује се |
| Hadžija Hadžibajramović     | Hazema                       | Не појављује се | Не појављује се | Не појављује се |                 |                 | Не појављује се |
| Bajruzin Hajro Planjac      | Habe                         | Не појављује се | Не појављује се | Не појављује се | Не појављује се |                 | Не појављује се |
| Mirsad Zulić                | Hasim                        | Не појављује се | Не појављује се | Не појављује се | Не појављује се |                 | Не појављује се |
| Bakir Kumrić                | Smajo                        | Не појављује се | Не појављује се | Не појављује се | Не појављује се |                 | Не појављује се |
| Ištvan Gabor                | dedo Gabor                   | Не појављује се | Не појављује се | Не појављује се | Не појављује се | Не појављује се |                 |
| Nedžad Begović              | prolaznik‡                   |                 | Не појављује се | Не појављује се | Не појављује се | Не појављује се | Не појављује се |
| Jasmin Mekić                | poštar 1                     |                 | Не појављује се | Не појављује се | Не појављује се | Не појављује се | Не појављује се |
| Midhat Kušljugić            | poštar 2                     | Не појављује се | Не појављује се | Не појављује се | Не појављује се |                 | Не појављује се |
| Arma Tanović                | kelnerica                    | Не појављује се |                 | Не појављује се | Не појављује се | Не појављује се | Не појављује се |
| Sead Bejtović               | fotograf                     | Не појављује се | Не појављује се |                 | Не појављује се | Не појављује се | Не појављује се |
| Velimir Pšeničnik-Njirić    | doktor                       | Не појављује се | Не појављује се |                 | Не појављује се | Не појављује се | Не појављује се |
| Lana Zablocki               | medicinska sestra            | Не појављује се | Не појављује се |                 |                 | Не појављује се | Не појављује се |
| Sead Pandur                 | medicinski brat              | Не појављује се | Не појављује се | Не појављује се |                 | Не појављује се | Не појављује се |
| Alen Muratović              | hodža                        | Не појављује се | Не појављује се | Не појављује се |                 | Не појављује се | Не појављује се |
| Anđela Ilić                 | apotekarka                   | Не појављује се | Не појављује се | Не појављује се | Не појављује се | Не појављује се |                 |
| Aldin Zulić                 | taksista                     | Не појављује се | Не појављује се | Не појављује се | Не појављује се | Не појављује се |                 |
| Bojana Gregorić             | Brižit                       | Не појављује се | Не појављује се | Не појављује се | Не појављује се | Не појављује се | Gost            |
| Dejan Aćimović              | Dejvid                       | Не појављује се | Не појављује се | Не појављује се | Не појављује се | Не појављује се | Gost            |
| Dragan Marinković           | Ante Popara                  | Не појављује се | Не појављује се | Не појављује се | Не појављује се | Не појављује се |                 |
| ?                           | Vukaši                       | Не појављује се | Не појављује се | Не појављује се | Не појављује се | Не појављује се |                 |
| Suada Ahmetašević           | pokojna Ana                  | Не појављује се | Не појављује се | Не појављује се | Не појављује се | Не појављује се |                 |
| Mirvad Kurić                | Hadžaga                      | Не појављује се | Не појављује се | Не појављује се | Не појављује се | Не појављује се |                 |
| Emsad Bečić                 | gitara 1                     | Не појављује се | Не појављује се | Не појављује се | Не појављује се | Не појављује се |                 |
| Sejo Hadžimehmedović        | gitara 2                     | Не појављује се | Не појављује се | Не појављује се | Не појављује се | Не појављује се |                 |
| Amir Filipović              | harmonika                    | Не појављује се | Не појављује се | Не појављује се | Не појављује се | Не појављује се |                 |
| Amel Češljar                | klavijature                  | Не појављује се | Не појављује се | Не појављује се | Не појављује се | Не појављује се |                 |

‡ Vladimir Divjak je kroz seriju promijenio dvije uloge: u četvrtoj sezoni glumio je policajca, u petoj sezoni je glumio Suadovog rođaka Ragiba, a u šestoj sezoni je ponovo glumio policajca, koji se transformisao u brkatog profesora.
‡‡ Kameo uloga jednog od režisera, Nedžada Begovića.

## Epizode
| Sezona | Sezona | Epizoda | Originalno emitovanje | Originalno emitovanje |
| Sezona | Sezona | Epizoda | Premijera sezone      | Kraj sezone           |
| ------ | ------ | ------- | --------------------- | --------------------- |
|        | 1      | 44      | 22. septembar 2002.   | 20. jul 2003.         |
|        | 2      | 37      | 21. septembar 2003.   | 30. maj 2004.         |
|        | 3      | 19      | 19. septembar 2004.   | 30. januar 2005.      |
|        | 4      | 42      | 11. septembar 2005.   | 2. jul 2006.          |
|        | 5      | 34      | 17. septembar 2006.   | 20. maj 2007.         |
|        | 6      | 30      | 20. septembar 2007.   | 17. april 2008.       |

## Zemlje prikazivanja
| Zemlja              | Kanal             |
| ------------------- | ----------------- |
| Bosna i Hercegovina | FTV RTRS          |
| Crna Gora           | TVCG 1 TV Vijesti |
| Srbija              | RTS 1 RTV Pink    |
| Slovenija           | TV SLO 2          |
| Makedonija          | A1                |
| Hrvatska            | TV Sljeme         |

‡ Srbija i Crna Gora su bile jedinstvena država kada je krenulo prikazivanje ove serije.

## Zanimljivosti
- U posljednjoj prikazanoj, 206. epizodi, postoji najava za sljedeću epizodu, a najavljeno je da će ista da bude prikazana u jesen 2008. godine. Međutim, ta jesen nikad nije došla, s obzirom da pomenuta epizoda nikada nije prikazana, čak niti tokom brojnih repriziranja. Ni dan-danas niko ne zna kako je serija završila.
- Viza za budućnost je posljednja serija koju je producirala produkcijska kuća Mebijus film, te jedina uspješna koju je ista producirala.
- Većina epizoda je snimljena u 2002. godini. Čak i u 148. i 149. epizodi piše „Izbori 2002.”; vjerovatno se misli na Opšte izbore 2002.
- Uprkos tome što serija ima šest ciklusa, ona se može jednostavnije podijeliti na dva ciklusa. Prema ovoj podjeli, prvi ciklus ima 100 epizoda (2002—2005), a drugi ima 106 epizoda (2005—2008).
- Avaz je bio koproducent serije od 1. do 60. epizode, a od 85. do 100. epizode tu ulogu preuzima Grand kafa. Od 101. pa sve do 206. epizode sponzor serije je Hjundai auto BH.
- Do kraja serije cijela glumačka postava ostala je ista.
- Četvrti, peti i šesti ciklus nisu svoje premijerno prikazivanje imale u Bosni i Hercegovini, već u Srbiji na Pinku. Tamo su se prikazivale posebno pripremljene epizode pa je na početku pisalo da je producent Pink.

## Greške
- Prije svake epizode prikaže se natpis „U prošloj epizodi” i onda se prikaže kratak sadržaj prošle epizode. Međutim, u 6. epizodi nije prikazan taj natpis, a u 42. epizodi umjesto „U prošloj epizodi” pisalo je „U sljedećoj epizodi.”!
- U 6. epizodi, kada su Milan i Miro igrali šah, Miro je imao otkopčan rajsferšlus na svom radnom odijelu. Kada je Milan otišao napolje da vidi je li sve u redu sa autom, Miro je zakopčao rajsferšlus. A kada se Milan vratio, Miro je opet imao otkopčan rajsferšlus. U istoj epizodi, Danica kaže Milanu kako joj je Mubera rekla da se uopšte nije promijenila, a u stvari to je Danica rekla Muberi!
- U 23. epizodi, pominje se kako je Belma nastala na žurci na Marindvoru, a u 172. se pominje kako je Alma zatrudnjela sa Belmom u Neumu.
- U 29. epizodi, kada je Alma vidjela Danicu ogrnutu lisicom rekla joj je „Ogrnula si se sa lisicom usred ljeta.”, a u narednoj sceni kada Vinko dolazi u Sarajevo vidi se snijeg napolju. U sceni kada Danica ulazi u taksi sa Spasićem vidi se mikrofon u kadru.
- U 39. epizodi, Milan je rekao: „Stiže viski, gospodine Sofija.”
- U 42. epizodi, Mubera je rekla „Moram se javiti neni.” umjesto Seni.
- U 47. epizodi, Alma je rekla kako je opsada Sarajeva trajala 1100 dana, a u stvari je trajala 1283 odnosno 1425 dana.
- U 50. epizodi, kada Mubera otvara vrata Sofiji u trpezariji se čuje dijalog Danice i Alme iz prethodne scene — što dokazuje da scene nisu snimane redoslijedom kojim su prikazane.
- U 66. epizodi, dok su Zlata i Nejra razgovarale na telefon Nejra je rekla da Mubera nije kod kuće, a u tom trenutku Mubera je bila kod kuće.
- U 68. epizodi, kada je Zela razgovarao sa Muberom preko telefona ona mu je rekla da je Rile u kuhinji, a on je u prethodnoj sceni izašao iz stana.
- U 78. epizodi, Merima je rekla kako registarska oznaka Milanovog auta (Reno skenik) glasi 618-E-363, a u stvari je 639-M-323.
- U 85. epizodi, kada je Zela predstavljao Rileta Hediji rekao je da se zove Rifet, a u stvari je Rifat.
- U 58. epizodi, kada Milan ulazi u Alminu i Suadovu sobu primjećuje se kako se ta soba nalazi na spratu. Međutim, u 86. epizodi vidi se da se ta ista soba nalazi u prizemlju.
- Boris Dvornik je bio u glavnoj glumačkoj postavi tokom cijele treće sezone; međutim, nije se pojavio niti u jednoj od 30 epizoda treće sezone. Isti je slučaj sa Lejlom Zvizdić i Majom Ibrahimpašić, koje se nisu pojavile ni u jednoj epizodi šeste sezone, a bile su u glavnoj glumačkoj postavi do kraja sezone. Između 101. i 206. epizode, Maja Ibrahimpašić se pojavljuje u samo 3 epizode: u 136, 138. i 146. epizodi.
- U 101. epizodi, primjećuje se kako unutrašnja strana ulaznih vrata u stanu Husika—Golijanin ima špijunku. Međutim, ova ista vrata sa vanjske strane nemaju špijunku.
- Stan je u početku bio dvoetažni, te su u trpezariji bile stepenice koje su vodile ka gornjem spratu; međutim, u 107. epizodi ove stepenice misteriozno nestaju.
- U 124. epizodi, vidi se kako Aleksandrov automobil (Hjundai sonata) ima različite prednje i zadnje tablice. Naime, prednja tablica je BG 222-53 a zadnja tablica je BG 912-50.
- U 188. epizodi, koja je emitovana krajem 2007. godine, na Aleksandrovom automobilu (ovog puta Hjundai ) nalaze se tablice Srbije i Crne Gore, a ova država se raspala 2006. godine.
- Plava soba je bio naziv za sobu u kojoj su stanovali Milan i Danica. Međutim, ta soba ni u jednom trenutku nije bila plava. Naime, do 65. epizode ova soba je bila žuta, a od 65. pa sve do kraja serije bila je crvena.
- U drugoj sezoni, prije scena koje prikazuju Krezu, Prohasku i Spasića kako kockaju prikaže se slika Hotela „Saraj”. Međutim, te scene nisu snimljene u „Saraju”, već u plavoj sobi u stanu Husika—Golijanin.
- U brojnim epizodama se vidi mikrofon.

## Spoljašnje veze
- na sajtu  (jezik: engleski)